# Ladislav Velebný
Ladislav Velebný (* 11. dubna 1957 Rýmařov) je český politik ČSSD, v letech 2009 až 2017 poslanec Poslanecké sněmovny.

## Biografie
V rodném Rýmařově vychodil základní školu. Vyučil se stavebním zámečníkem. Pracoval v Ostravě. V roce 1981 se přestěhoval zpět do obce Dolní Moravice. Zde v letech 1987-1989 působil jako tajemník místního národního výboru. V roce 1990 se stal starostou a tuto funkci zastává od té doby trvale po několik volebních období. Je ženatý, s manželkou Marií mají tři děti.
V komunálních volbách roku 1994, komunálních volbách roku 1998, komunálních volbách roku 2002, komunálních volbách roku 2006 a komunálních volbách roku 2010 byl zvolen do zastupitelstva obce Dolní Moravice, v roce 1994 jako bezpartijní, v následných volbách již jako člen ČSSD. Profesně se k roku 1998 uvádí jako zámečník, následně k roku 2002 a 2006 coby starosta, v roce 2010 jako poslanec. V roce 1995 patřil mezi zakladatele místní organizace ČSSD v Dolní Moravici. Působil také jako předseda OVV ČSSD Bruntál a místopředseda KVV ČSSD Moravskoslezského kraje.
V krajských volbách roku 2000 byl zvolen do Zastupitelstva Moravskoslezského kraje za ČSSD. Mandát krajského zastupitele obhájil v krajských volbách roku 2004 a krajských volbách roku 2008.
Ve volbách roku 2006 kandidoval za ČSSD do dolní komory českého parlamentu (volební obvod Moravskoslezský kraj). Nebyl zvolen, ale do sněmovny se dostal v září 2009 jako náhradník na uprázdněné místo, poté co rezignoval poslanec Rudolf Kufa. Ve sněmovně se angažoval v Hospodářském výboru. Mandát obhájil ve volbách roku 2010 a volbách roku 2013. Zasedal v Hospodářském výboru a Zemědělském výboru.
V komunálních volbách v roce 2014 obhájil za ČSSD post zastupitele obce Dolní Moravice. Původně byl na kandidátce třetí, vlivem preferenčních hlasů se posunul na druhé místo (strana získala v obci 2 mandáty). Ve volbách do Senátu PČR v roce 2016 kandidoval za ČSSD v obvodu č. 64 – Bruntál. Se ziskem 12,18 % hlasů skončil na 4. místě a do druhého kola nepostoupil. Ve volbách do Poslanecké sněmovny PČR v roce 2017 obhajoval svůj poslanecký mandát za ČSSD v Moravskoslezském kraji, ale neuspěl.